# گوموش‌کاواک (پوسوف)
گوموش‌کاواک (به ترکی استانبولی: Gümüşkavak) یک منطقهٔ مسکونی در ترکیه است که در پوسوف واقع شده‌است.